# Politiek en overheid in Nederland
De politiek in Nederland vindt plaats binnen een parlementaire democratie, een constitutionele monarchie en een gedecentraliseerde eenheidsstaat. Nederland is een consensusdemocratie, waar de politieke instituties gericht zijn op een brede consensus tussen politieke actoren.

## Grondwet
De Nederlandse grondwet regelt de voornaamste sociale en klassieke grondrechten van de Nederlandse burgers en de voornaamste politieke instituties.
De Grondwet van Nederland is van toepassing in Nederland (zowel het Europese als het Caribische deel). Het Statuut voor het Koninkrijk der Nederlanden heeft betrekking op het hele Koninkrijk, inclusief Aruba, Curaçao en Sint Maarten. De in het Statuut genoemde organen vinden echter hun regeling in de Grondwet waarbij het Statuut aanvullende bepalingen bevat voor aangelegenheden die Aruba, Curaçao respectievelijk St. Maarten raken.
Alhoewel Nederland geen grondwettelijk hof heeft en rechters wetgeving in formele zin (besluiten van de regering en de Staten-Generaal tezamen) niet aan de grondwet mogen toetsen, kunnen rechters wetten wel aan internationale verdragen en het Statuut van het Koninkrijk toetsen en kunnen zij wetgeving die niet afkomstig is van de regering en de Staten-Generaal tezamen (zoals koninklijke besluiten of Algemene Plaatselijke Verordeningen) wel toetsen aan de grondwet.
Het wijzigen van de grondwet geschiedt naar de procedure zoals in de grondwet beschreven. De wetgever neemt in eerste lezing een wetsvoorstel aan waarin wordt voorgesteld om de grondwet te veranderen. Hierna wordt de Tweede Kamer ontbonden. Na nieuwe verkiezingen overwegen beide kamers van de Staten-Generaal het wetsvoorstel opnieuw. De voorstellen moeten met een gekwalificeerde meerderheid van twee derde worden aangenomen. Na het bekrachtigen van de nieuwe wet door de regering en het bekendmaken van de wijziging, treedt de gewijzigde grondwet in werking.

## Politieke instituties
De belangrijkste politieke instituties zijn de Koning, het Kabinet, de Staten Generaal en het Rechtssysteem. Daarnaast zijn er drie Hoge Colleges van Staat die formeel even belangrijk zijn als de Staten-Generaal maar een minder politieke rol hebben. Het belangrijkste hiervan is de Raad van State. Andere decentrale overheden zijn gemeenten, waterschappen en provincies. Alhoewel niet opgenomen in de grondwet, zijn politieke partijen en de sociale partners verenigd in de Sociaal-Economische Raad ook belangrijke politieke actoren.
Nederland heeft geen scheiding der machten in klassieke zin. Volgens de grondwet delen de Staten-Generaal en de regering (koning en ministerraad) samen de wetgevende macht. Daarnaast moet bij wetgeving advies gevraagd worden aan de Raad van State. De uitvoerende macht ligt bij de regering. De rechterlijke macht is verdeeld over meerdere verschillende soorten rechtbanken. Voor burgerlijk recht en strafrecht is de Hoge Raad der Nederlanden de hoogste rechtbank. Voor bestuursrecht is de Raad van State de hoogste rechtbank, waarvan de koning ex officio voorzitter is.

### Koning

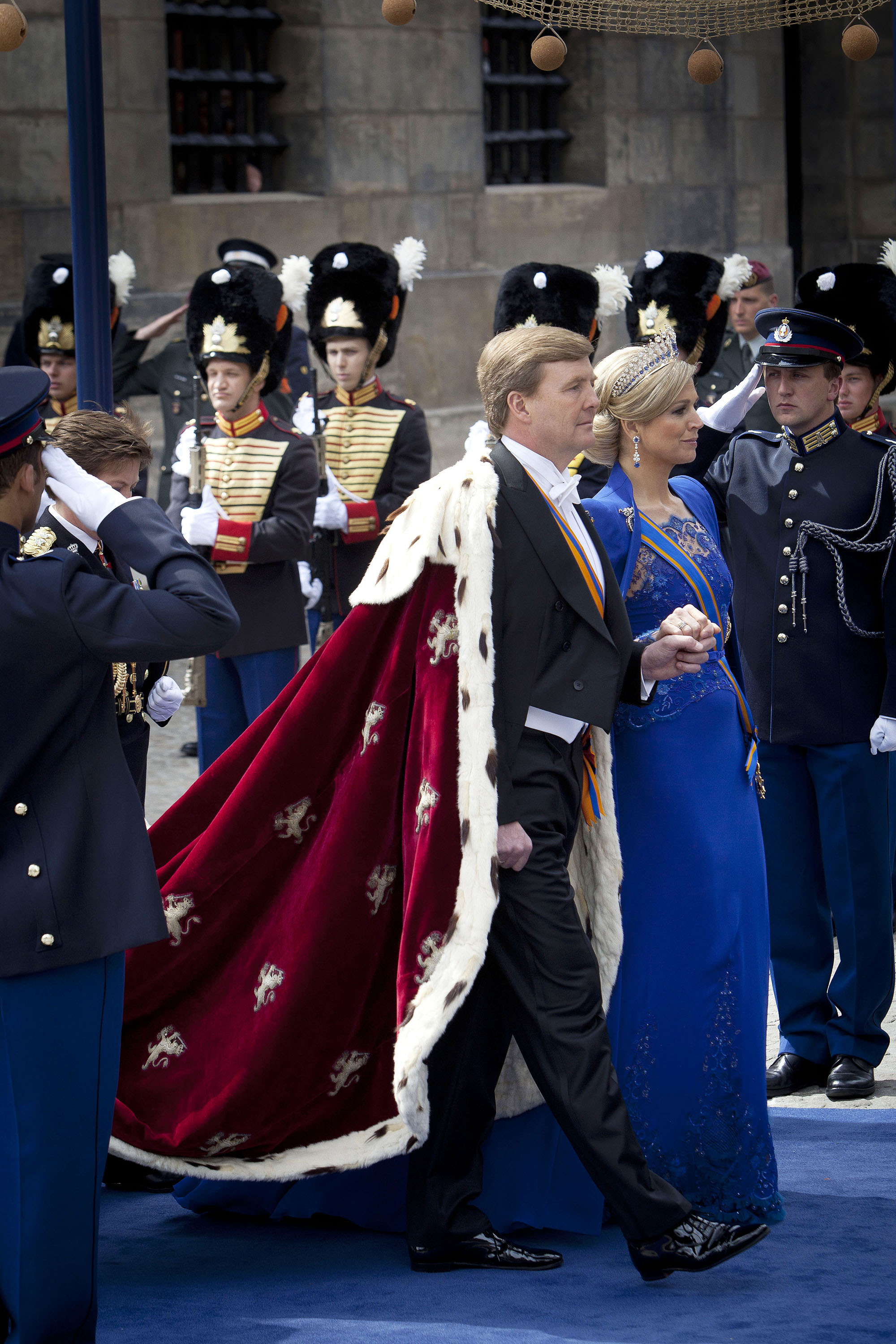
Koning Willem-Alexander tijdens zijn inhuldiging

Nederland is sinds 16 maart 1815 een koninkrijk. Het koningschap is erfelijk in het Huis van Oranje-Nassau.
In 1813 werd Willem I de Soeverein Vorst der Nederlanden, nadat de Fransen het land waren uitgedreven. In 1815 werd Nederland een koninkrijk en werd het internationaalrechtelijk erkend door het Congres van Wenen. Het Huis van Oranje-Nassau werd het koningshuis van het Koninkrijk der Nederlanden, dat toen bestond uit het huidige Nederland, België en Luxemburg. De koningen van dit huis waren ook Groothertog van Luxemburg dat tussen 1815 en 1839 tegelijkertijd deel uitmaakte van Nederland en de Duitse Bond. Tot 1890 bleef Luxemburg in een personele unie met Nederland verbonden.
De huidige koning is Willem-Alexander der Nederlanden. Zijn beoogde opvolger is Catharina-Amalia, Prinses van Oranje.
Grondwettelijk is de koning het staatshoofd en maakt hij deel uit van de regering. Ook heeft hij een rol in de kabinetsformatie en het wetgevende proces. Hij moet elke wet ondertekenen om deze in werking te doen treden. Daarnaast is de koning ex officio voorzitter van de Raad van State, die de overheid adviseert over wetgeving en de hoogste rechtbank op het gebied van bestuursrecht is. De koning speelt ook een rol in het formatieproces of bij een kabinetscrisis. Hij benoemt sinds de verkiezingen in 2012 niet langer de formateur, maar wordt wel op de hoogte gehouden. Als de formatie succesvol is afgerond benoemt hij de ministers.
De koning speelt ook een belangrijke rol in het vertegenwoordigen van Nederland in het buitenland. Daarnaast heeft hij wekelijks contact met de minister-president over het regeringsbeleid en spreekt hij ook regelmatig de andere ministers en staatssecretarissen. Van oudsher wordt gesproken over de volgende drie rechten tijdens deze contacten: het recht om te worden geïnformeerd, het recht om aan te moedigen en het recht om te waarschuwen.

### Kabinet

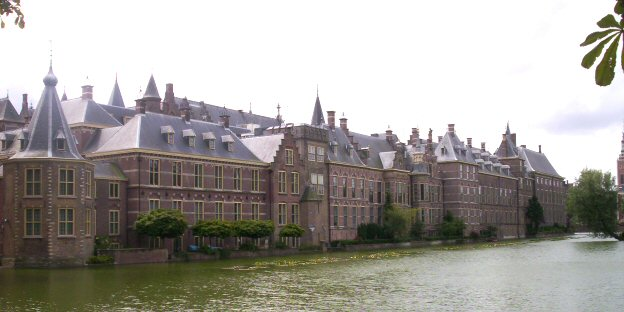
Het Binnenhof inclusief het Torentje en de Trêveszaal vanaf de overzijde van Hofvijver

De Nederlandse regering bestaat uit de koning en de ministers. De koning heeft niet langer een formele rol tijdens een kabinetsformatie, anders dan dat hij de ministers en staatssecretarissen benoemt en beëdigt. Samen vormen de ministers de ministerraad, die het initiatief neemt tot wetten en beleid. Dit orgaan vergadert iedere vrijdag in de Trêveszaal aan het Binnenhof. In principe is iedere minister hoofd van een ministerie, maar sinds 1939 is het mogelijk om een minister zonder portefeuille te benoemen.
Het kabinet bestaat uit alle ministers en staatssecretarissen. Staatssecretarissen nemen een deel van de portefeuille van een minister waar. Zij hebben geen stemrecht in de ministerraad en nemen slechts deel aan de beraadslagingen als zij daarvoor gevraagd worden.
De ministerraad neemt besluiten op basis van gelijkwaardigheid, alle ministers inclusief de minister-president zijn elkaars gelijke. Achter de gesloten deuren van de Trêveszaal kunnen ministers vrij voorgestelde besluiten bespreken. Als er eenmaal een besluit is genomen, zijn alle ministers hieraan gebonden en moeten zij het beleid publiekelijk steunen. De ministerraad tracht in principe op basis van consensus te beslissen en kan stemmen over besluiten.
Het kabinet is collectief verantwoording schuldig aan en moet het vertrouwen genieten van de Staten-Generaal. Ministers en staatssecretarissen worden verwacht af te treden als een meerderheid in het parlement het vertrouwen opzegt in een minister. Het is niet mogelijk voor een minister of staatssecretaris om tegelijkertijd lid van de Staten-Generaal te zijn, tenzij de minister of staatssecretaris zijn ontslag heeft aangeboden aan de koning en dus demissionair is. Zolang er geen besluit is genomen over het ontslag kunnen de functies gecombineerd worden. Dit gebeurt vrijwel alleen na verkiezingen voor de Tweede Kamer, waarbij zittende demissionaire ministers en/of staatssecretarissen hun functie combineren met het Kamerlidmaatschap als zij daarin verkozen zijn. Echter, zodra de kabinetsformatie ten einde is en de ministers en de staatssecretarissen (her)benoemd worden, moeten zij hun zetel opgeven. De stelregel is dan ook dat leden van het kabinet nooit lid van de Tweede of Eerste Kamer kunnen zijn, behoudens voornoemde uitzondering.
De minister-president is de voorzitter van de ministerraad. Zijn officiële rol is om overheidsbeleid te coördineren. Daarnaast is hij minister van Algemene Zaken. De taak van dit kleine departement is de minister-president ondersteunen in zijn coördinerende rol en het communiceren van overheidsbesluiten. Het kantoor van de premier is het Torentje.

### Staten-Generaal

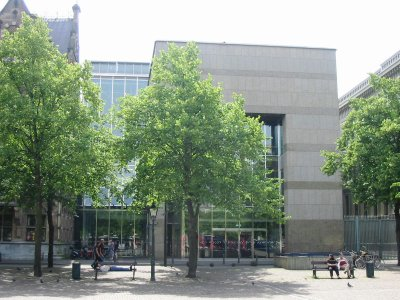
De ingang van de Tweede Kamer aan het Plein

Het Nederlandse parlement is de Staten-Generaal dat bestaat uit de Eerste en Tweede Kamer. Beide kamers moeten instemmen met wetgeving en kunnen ministers tot verantwoording roepen. De Tweede Kamer heeft daarnaast het recht van initiatief en van amendement.
De Tweede Kamer heeft 150 leden en wordt eens in de vier jaar gekozen op basis van evenredige vertegenwoordiging op basis van kieslijsten van partijen. De Tweede Kamer komt drie dagen in de week bijeen (op dinsdag, woensdag en donderdag).
De Eerste Kamer heeft 75 leden en wordt eens in de vier jaar via getrapte verkiezingen gekozen door leden van Provinciale Staten, en vanaf 2019 mede door de gekozen leden van een nieuw orgaan, het Kiescollege voor de Eerste Kamer in Caribisch Nederland, op basis van proportionele vertegenwoordiging. De Eerste Kamer wordt vaak gezien als de chambre de réflexion waar oud-politici wetgeving aan de grondwet toetsen, ver weg van de drukte van de dagelijkse politiek. De Eerste Kamer komt eens in de week bijeen (op dinsdag).
Ter controle van de regering mogen beide Kamers ministers ondervragen (het recht van interpellatie), zowel schriftelijk als mondeling. Ministers moeten de vragen van de Kamers beantwoorden. De Kamers mogen hun meningen uiten in de vorm van (niet-bindende) moties, en als de Kamers daar de noodzaak toe voelen, mogen zij uitgebreide onderzoeken uitvoeren met hoorzittingen (het recht van enquête).
Na de verkiezingen vormen Kamerleden fracties bijna altijd op basis van de lijsten waarop ze gekozen zijn. De lijsttrekker wordt bijna altijd fractievoorzitter. Kamerleden worden op persoonlijke titel gekozen dus kunnen zij zich afsplitsen van hun fracties. Als een Kamerlid de kamer verlaat wordt de volgende persoon op de lijst waarop hij initieel verkozen is, Kamerlid. Als een kabinet valt voordat de termijn van de Tweede Kamer eindigt, worden er nieuwe verkiezingen uitgeschreven voor de Tweede Kamer.
De Tweede Kamer is voor het laatst verkozen in 2023. De Eerste Kamer is voor het laatst verkozen in 2023 door nieuw verkozen Provinciale Staten.

### Politieke partijen
Het stelsel van evenredige vertegenwoordiging gecombineerd met de maatschappelijke verzuiling heeft geleid tot een meerpartijenstelsel. De voornaamste stromingen zijn het  liberalisme (VVD), het socialisme (PvdA) en de confessionele partijen (CDA). De laatste jaren zijn ook  enkele populistische, conservatieve partijen ontstaan in Nederland die zijn uitgegroeid tot een machtsfactor van betekenis.

### Raad van State

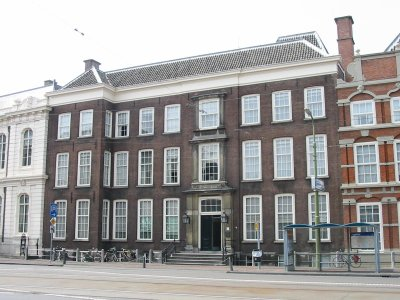
De Raad van State aan de Kneuterdijk

De Raad van State is een adviesraad van het kabinet over de constitutionele en juridische aspecten van beleid en wetgeving. Over alle wetten die voor worden gesteld door het kabinet doet de Raad van State advies. Dit advies is niet bindend. Daarnaast is de Raad van State de hoogste rechtbank op een deel van het bestuursrecht.
De Raad van State bestaat dan ook uit twee afdelingen:
- afdeling bestuursrechtspraak
- afdeling advisering

Formeel is de koning de voorzitter van de Raad van State. Ook koningin Maxima en de kroonprinses (vanaf haar achttiende) maken uit hoofde van hun functie deel uit van de Raad van State. In de praktijk fungeert de vicepresident Thom de Graaf als voorzitter.

### Hoge Colleges van Staat
De Nederlandse Grondwet kent zes Hoge Colleges van Staat. Naast de twee Kamers der Staten-Generaal en de Raad van State zijn er de Algemene Rekenkamer, de Nationale ombudsman en de Kanselarij der Nederlandse Orden. De eerste onderzoekt of besteding van publieke gelden effectief en legitiem is. De Nationale ombudsman onderzoekt klachten van burgers over het overheidshandelen.

### Juridisch systeem

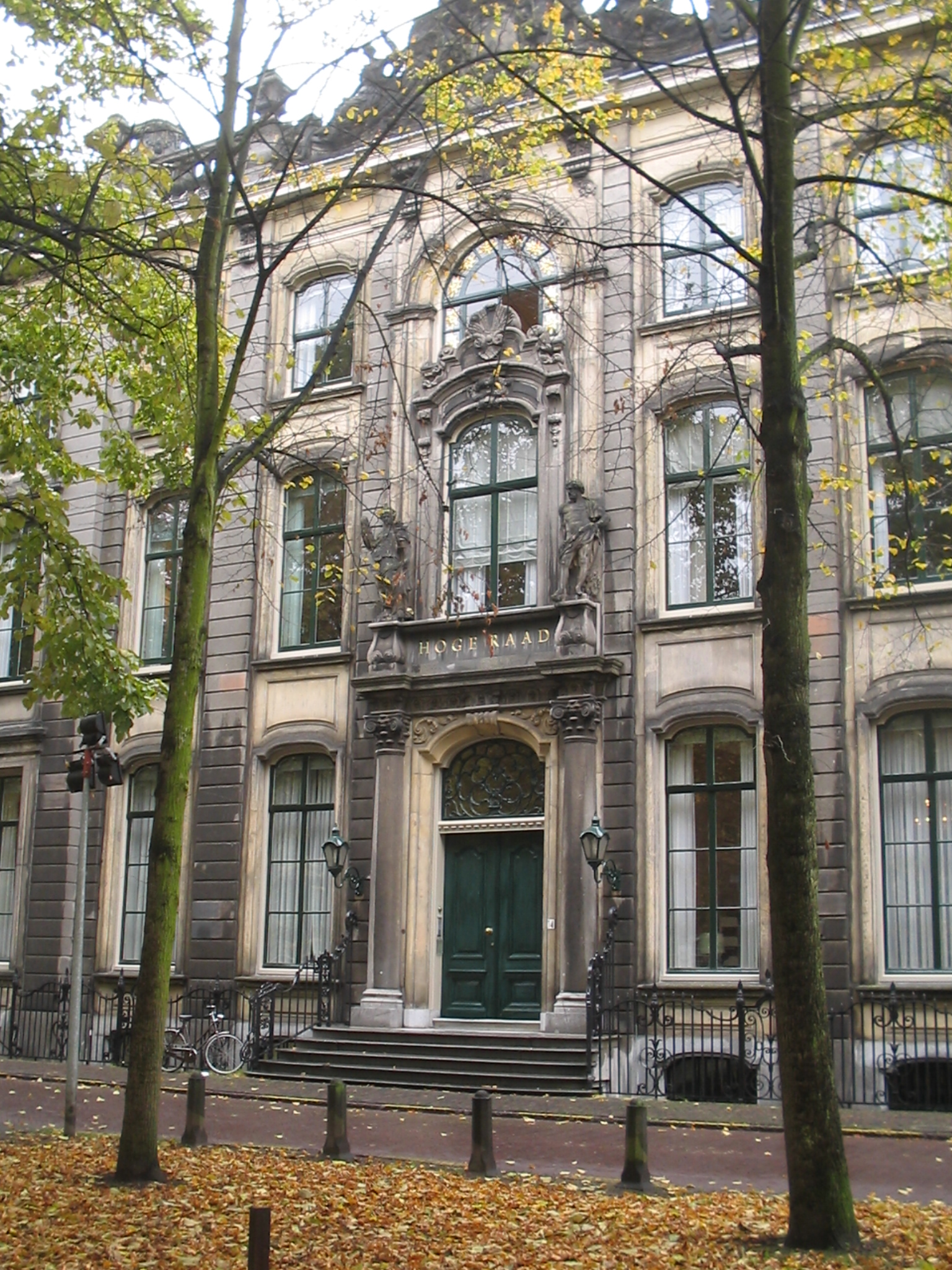
Voormalige zetel van de Hoge Raad aan het Lange Voorhout

De rechterlijke macht bestaat uit negentien rechtbanken, vijf gerechtshoven, drie bestuursrechtinstanties: de Centrale Raad van Beroep, het College van Beroep voor het bedrijfsleven en de Raad van State, en één Hoge Raad der Nederlanden met 24 raadsleden. Deze laatste is de hoogste instantie voor burgerlijk recht, strafrecht en fiscaal recht. Alle rechters worden voor het leven benoemd door de Kroon. Bijna alle rechters gaan met hun 70e met pensioen. De kantongerechten bestaan niet meer als afzonderlijk gerecht, maar zijn onderdeel van de rechtbanken. De kantonrechter is nu dus rechter in de rechtbank, sector kanton.

### Sociaal Economische Raad
Belangrijke maatschappelijke actoren zijn de sociale partners, met name de vakbonden en de werkgeversorganisaties. De belangrijkste vakbonden zijn de Federatie van Nederlandse Vakbewegingen (FNV), die voortgekomen is uit de sociaaldemocratische en katholieke vakbond, het Christelijk Nationaal Vakverbond (CNV) en de Vakcentrale voor Professionals (VCP). Belangrijke werkgeversorganisaties zijn het VNO-NCW, voortgekomen uit liberale en christelijke werkgeversorganisaties, MKB, die opkomt voor het midden en kleinbedrijf en LTO, die opkomt voor boeren.
Zowel vakbonden als werkgeversorganisaties worden betrokken bij het maken van sociaal-economisch beleid. De overheid vraagt de Sociaal-Economische Raad regelmatig om advies hierover. Deze raad bestaat uit 11 vertegenwoordigers van vakbonden (FNV, CNV en VCP) en werkgeversorganisaties (LTO, MKB en VNO-NCW). Daarnaast zijn er 11 leden benoemd door de regering, dit zijn professoren economie en de directeuren van het Centraal Planbureau en de De Nederlandsche Bank. In werkgroepen zijn ook vertegenwoordigers van milieu- en consumentenorganisaties vertegenwoordigd.
De SER staat ook boven aan een systeem van publiekrechtelijke bedrijfsorganisatie, die in bepaalde economische sectoren, met name de landbouw zelfregulerend optreedt.
Andere belangrijke sociale bewegingen zijn de milieubeweging, waaronder Milieudefensie, Greenpeace en Natuurmonumenten.

### Decentrale overheden
De regionale overheid in Nederland wordt gevormd door twaalf provincies. Deze zijn met name verantwoordelijk voor ruimtelijke ordening, gezondheidszorg en recreatie, binnen door de regering vastgestelde grenzen. Zij houden toezicht op het beleid en de financiën van gemeenten en waterschappen. De uitvoerende macht in een provincie ligt bij de commissaris van de Koning en het college van Gedeputeerde Staten. De commissaris van de Koning wordt benoemd door de regering. De gedeputeerde staten worden benoemd door de Provinciale Staten, het parlement van een provincie, waarmee de gedeputeerde staten de wetgevende macht delen. De Provinciale Staten worden direct verkozen. 
De lokale overheid in Nederland wordt gevormd door 354 gemeenten en 21 waterschappen. Belangrijke beleidsterreinen vormen (stads)ontwikkeling, verkeer en vervoer, welzijn en sociale zekerheid binnen door de regering en de provinciale staten vastgestelde grenzen. De uitvoerende macht in een gemeente ligt bij de burgemeester die samen met de wethouders een college van B&W vormt. De burgemeester wordt benoemd door de regering. De wethouders worden benoemd door de gemeenteraad, het parlement van een gemeente, waarmee de wethouders de wetgevende macht delen. De Gemeenteraden worden direct verkozen. Bij de benoeming van burgemeesters en Commissarissen van Koning wordt rekening gehouden met de relatieve grootte van partijen.
De grote gemeenten Amsterdam, Rotterdam en Den Haag zijn onderverdeeld in stadsdelen en hebben dus aparte stadsdeelraden, stadsdeelvoorzitters en stadsdeelwethouders. Zij hebben beperkte verantwoordelijkheden.
De waterschappen (of hoogheemraadschappen) zijn verantwoordelijk voor de waterstaatszorg in een gebied. De volgende taken worden tot de taken van waterschappen gerekend: De waterkeringszorg, het waterkwantiteitsbeheer en het waterkwaliteitsbeheer. Daarnaast kunnen om redenen van doelmatigheid ook andere taken aan het waterschap worden toevertrouwd. Voorbeelden daarvan zijn wegenbeheer en vaarwegenbeheer. Waterschappen heffen zelf belasting om hun taken uit te kunnen voeren.
Waterschappen worden voorgezeten door een dijkgraaf die door de Kroon wordt benoemd voor een periode van zes jaar. Daarnaast is er net als in gemeenten en provincies een dagelijks bestuur (het college van dijkgraaf en heemraden) en een algemeen bestuur, dat verkozen wordt door de bevolking. Deze verkiezingen vinden plaats door middel van een personenstelsel en niet zoals bij de andere overheden door middel van een lijstenstelsel met politieke partijen.
Waterschappen zijn net als de provincies en de gemeenten gedecentraliseerde overheidslichamen. Terwijl provincie en gemeente in principe een onbepaalde taak hebben, ligt de taak van een waterschap uitsluitend op het gebied van de waterstaatszorg. Deze beperking maakt het waterschap tot een lichaam van functionele decentralisatie. Provincie en gemeente worden vormen van territoriale decentralisatie genoemd.

### Belangrijke commissies
- Tweede Kamercommissie
- Adviescommissie
- Staatscommissie
- Gemeenteraadscommissie

## Beleid

### Buitenlands beleid
Het buitenlands beleid van Nederland is gebaseerd op vier pilaren: Atlantische samenwerking (met name in de NAVO), Europese samenwerking (met name in de Europese Unie), ontwikkelingssamenwerking en internationaal recht (de laatste twee met name in de Verenigde Naties).
Tussen 1815 en 1940 was Nederland een neutrale staat, maar sinds de Tweede Wereldoorlog is Nederland lid van veel internationale organisaties. De Nederlandse economie is heel open en is sterk afhankelijk van internationale handel. Controversieel is het Nederlands softdrugsbeleid en de positie van Nederland als voornaamste exporteur van harddrugs. Sinds de Gouden Eeuw bouwde Nederland een Koloniaal rijk op. Na de Tweede Wereldoorlog stortte dit in.

### Ethisch beleid
Het Nederlands beleid ten opzichte van drugs, homohuwelijk, abortus, prostitutie en euthanasie staat internationaal bekend als zeer liberaal.

## Politieke geschiedenis

### 1815-1917

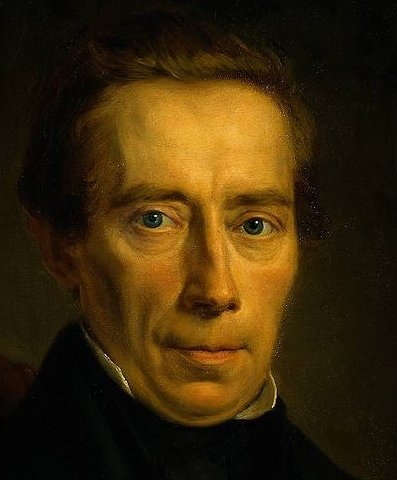
Liberale premier en schrijver van de grondwet Thorbecke (1849-1853; 1862-1866)

Sinds 1815 is Nederland een monarchie en sinds 1848 is het een parlementaire democratie. Tussen 1581 en 1806 was Nederland een republiek en tussen 1806 en 1810 was het een koninkrijk. Het was onderdeel van Frankrijk tussen 1810 en 1813.
In 1813 werd Willem I soeverein vorst terwijl in 1814 de nieuwe grondwet werd aangenomen. Sinds 1815 had Nederland een tweekamerstelsel met een meerderheidsstelsel en censuskiesrecht, waarbij alleen mannen met voldoende bezit mochten stemmen. Willem I drukte een groot stempel op het bestuur, waarbij zijn ministers weinig hadden in te brengen. Hoewel hij wel wordt vergeleken met de verlichte despoten, had hij wel degelijk te maken met de grondwet en de Eerste en Tweede Kamer. Dit weerhield hem er niet van om buiten de kamers om te regeren.
In het revolutiejaar 1848 kwam het tot onlusten in heel Europa. Het startpunt was weer Frankrijk waar de reactionaire koning werd afgezet en een burgerregering aan de macht kwam. Snel daarna kwamen ook volksopstanden voor in onder andere Duitsland en Oostenrijk. In Nederland verliep dit jaar relatief rustig doordat Willem II naar eigen zeggen in één nacht van conservatief tot liberaal was geworden. Hij liet een nieuwe grondwet ontwerpen door de liberaal Thorbecke. Nederland werd een constitutionele monarchie, terwijl de ministers voortaan verantwoordelijk waren voor het beleid in plaats van de koning.
Hoewel de nieuwe grondwet liberaal was, werd de politiek aanvankelijk nog niet gedomineerd door de liberalen. Politieke partijen ontbraken nog, parlementsleden verenigden zich in informele allianties en kiesverenigingen. De liberalen waren wel het duidelijkst te onderscheiden als politieke stroming in de Tweede Kamer. Daarnaast waren er conservatieven, die het echter ontbrak aan een samenhangende ideologie. Het grootste deel bestond uit een ongeorganiseerde middengroep van conservatief-liberaal gematigden.
Na de strijd om het parlementaire stelsel van 1866-1868 verloren de conservatieven aan invloed, terwijl de conservatief-liberalen verdwenen. De liberalen domineerden daarna de Tweede Kamer. Door het censuskiesrecht werden andere groepen uitgesloten. De liberalen richtten de staat daarna in volgens de liberale beginselen. Dit schiep een vrijheid waardoor eerder gediscrimineerde minderheden zich konden emanciperen, wat rond 1870 begon in te zetten. De katholieken streden voor gelijkberechtiging met de protestanten, de sociaaldemocraten wilden de positie van de niet-kerkse arbeiders verbeteren, terwijl het orthodoxe protestantisme de eigen identiteit probeerde te beschermen.

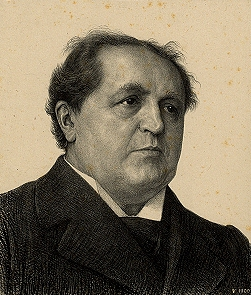
Anti-Revolutionaire premier Abraham Kuyper (1901-1905)

Vooral de schoolstrijd zou er hierna voor zorgen dat er partijvorming optrad. Er begonnen zich confessionele partijen te vormen in oppositie tegen het overwicht van de liberalen, met de protestantse Anti-Revolutionaire Partij onder leiding van Kuyper in 1879 als eerste landelijke politieke partij. Om niet blootgesteld te hoeven zijn aan een liberale samenleving, werden door de confessionelen op veel gebieden eigen organisaties opgericht, later gevolgd door de socialisten. Daarop moesten ook de liberalen zich beter organiseren. De verzuiling begon daarmee vorm te krijgen.
Waar de ARP het opnam voor gereformeerde kleine luyden, begonnen ook de katholieken zich politiek te organiseren. Tussen 1890 en 1920 waren zij de voornaamste tegenstrevers van de liberalen. Er ontstond een sterke tegenstelling tussen de katholieken en protestanten enerzijds en de liberalen anderzijds: de antithese. Deze tegenstelling was belangrijk in de vorming van politieke partijen, maar niet dominant door de tegenstelling binnen deze partijen tussen progressieven en conservatieven die naar voren kwam door de nadruk op vernieuwde sociale ordening. De uitbreiding tot algemeen kiesrecht en de schoolkwestie waren in dit klimaat tot 1887 onoplosbaar. In de jaren daarna werden steeds meer concessies gedaan. Met de pacificatie van 1917 werd dit proces voltooid.
De kabinetten wisselde tussen de christelijke coalitie en de "concentratie" van liberalen. Een belangrijk thema in deze tijd was de census, de ARP, progressieve liberalen en de opkomende socialistische, georganiseerd in de Sociaal-Democratische Arbeiderspartij (SDAP) beweging wilden uitbreiding van het kiesrecht.

### 1917-1966

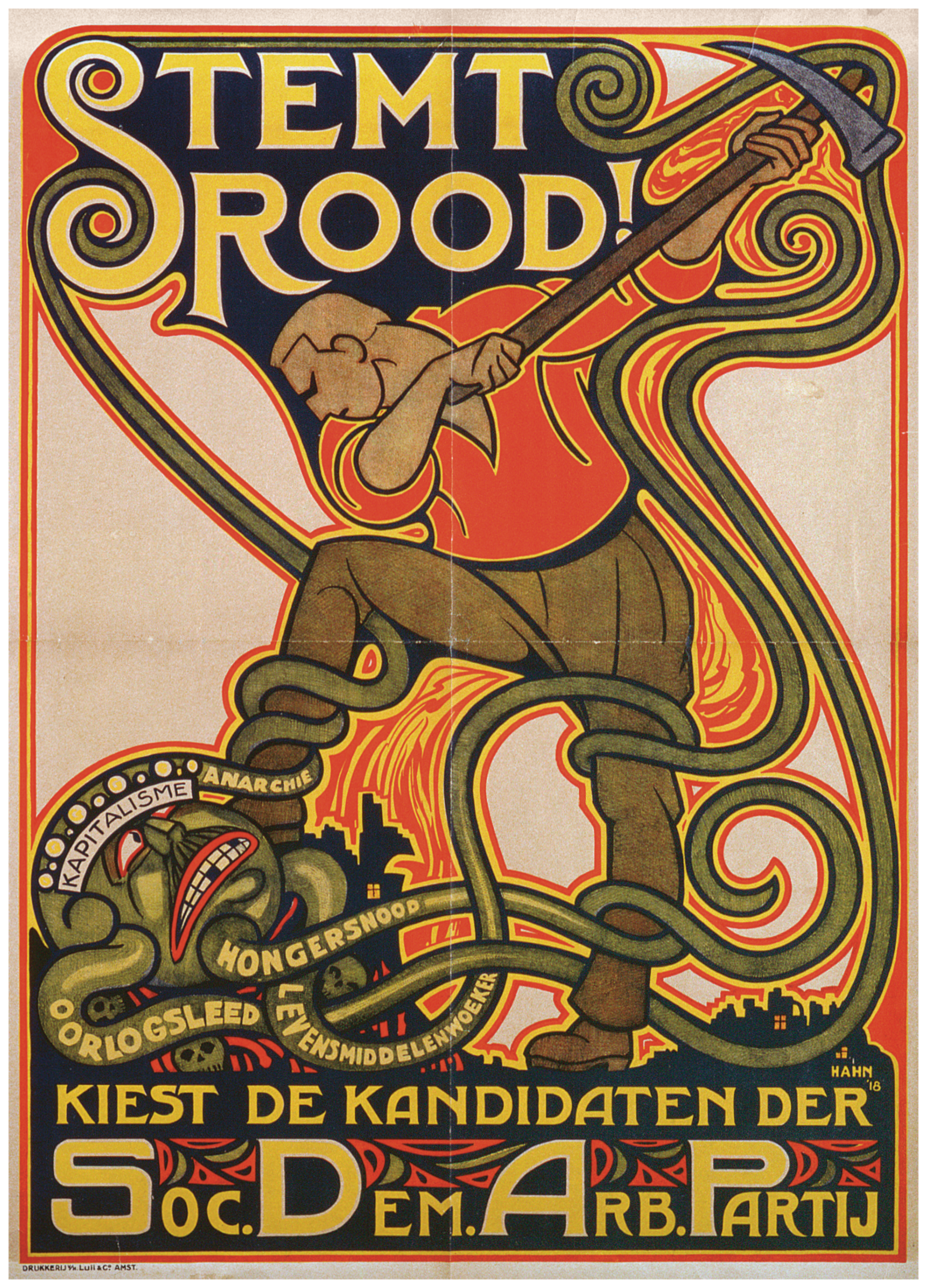
Verkiezingsposter uit 1918 van de sociaaldemocratische SDAP

In 1917 werden de belangrijkste politieke thema's uit die tijd het stemrecht en de schoolstrijd opgelost. Alle in het parlement vertegenwoordigde partijen steunden een compromis werden ingevoerd: evenredige vertegenwoordiging, algemeen kiesrecht voor mannen en gelijke financiering voor bijzondere scholen. In 1919 werd ook vrouwenkiesrecht ingevoerd. De sociale kwestie werd echter niet opgelost en na de vergissing van Troelstra was de positie van de socialisten ernstig verzwakt. Deze vergissing bestond er uit dat Troelstra, de leider van de SDAP, na de revoluties in Duitsland en Rusland, in november 1918 eveneens tot een revolutie opriep onder de arbeiders, waar echter geen gehoor aan werd gegeven.
Door de pacificatie verloor de antithese tussen de confessionelen en liberalen zijn functie. De confessionelen hielden echter vast aan het idee van de antithese, terwijl hun achterban door het algemeen kiesrecht dusdanig was gegroeid dat zij van 1918 tot 1994 altijd deel uitmaakten van de regering. De protestanten en katholieken hadden met de pacificatie een gezamenlijk streven verloren en kwamen meer tegenover elkaar te staan, wat een verdere verzuiling in de hand werkte. De periode van 1918-1973 werd dan ook gekenmerkt door de pacificatiepolitiek, waarmee getracht werd ideologische tegenstellingen op te lossen, wat vooral bij levensbeschouwelijke kwesties niet altijd lukte.
Tussen 1917 en 1939 werd Nederland geregeerd door christelijke partijen, de ARP, de katholieke RKSP en de conservatief-protestante CHU. Antirevolutionair Hendrikus Colijn leidde Nederland tijdens de crisisjaren. De Nederlandse samenleving werd gekenmerkt door verzuiling. De samenleving was verdeeld in een aantal verticale segmenten die langs elkaar leefden en op het topniveau, in de regering contact met elkaar hadden. Deze zuilen hadden eigen organisaties. Er waren ten minste vier zuilen, die de grote vijf partijen voortbrachten: de sociaaldemocratische zuil, (politiek geleid door de SDAP), de katholieke (RKSP), de protestantse zuil (geleid door ARP en de CHU) en de neutrale zuil, waartoe ook de Liberale Staatspartij behoorde. Hoewel er met de NSB en de CPN wel antiparlementaraire bewegingen waren, was de parlementaire democratie tot de Tweede Wereldoorlog nooit in gevaar. Na de gespannen verhoudingen met het koningshuis in de negentiende eeuw, groeide de populariteit van de koninginnen, waarbij meetelde dat zij geen directe politieke invloed meer nastreefden.
Hoewel de verschillende zuilen tijdens de Tweede Wereldoorlog in het verzet samenwerkten en na de bevrijding de doorbraakgedachte heerste, keerde men al snel terug naar de verzuiling van voor de oorlog. Daarmee was de oorlog minder een breuk dan verwacht zou kunnen worden. Sommige partijen veranderden hun naam (RKSP naar KVP) of fuseerden, zoals de PvdA werd gevormd uit de SDAP en de kleinere links-liberale VDB en de christendemocratische CDU en de VVD, die gevormd werd door de opvolger van de Liberale Staatspartij en voormalige leden van de VDB. De regeringssamenstelling veranderde echter sterk. De PvdA werd de grootste partij en vormde nu een centrumlinks, rooms-rood kabinet met KVP en afwisselend ARP, CHU of VVD, onder leiding van sociaaldemocraat Willem Drees. De kabinetten zetten zich in voor de opbouw van de verzorgingsstaat en dekolonisatie van Nederlands-Indië. In 1959 viel het laatste KVP-PvdA-ARP-CHU kabinet gevormd. Na de verkiezingen werd een kabinet van KVP, ARP, CHU en VVD gevormd, deze formatie zou tot 1971 doorregeren, met een kleine onderbreking in 1965-1967.
Het aantal vrouwen in de Nederlandse politiek groeide in deze periode zeer langzaam. In 1953 werd in kabinet Drees II de eerste vrouw als staatssecretaris benoemd, Anna de Waal (KVP). In 1956 werd Marga Klompé als eerste vrouw minister in het kabinet Drees III. 

### 1966-1994

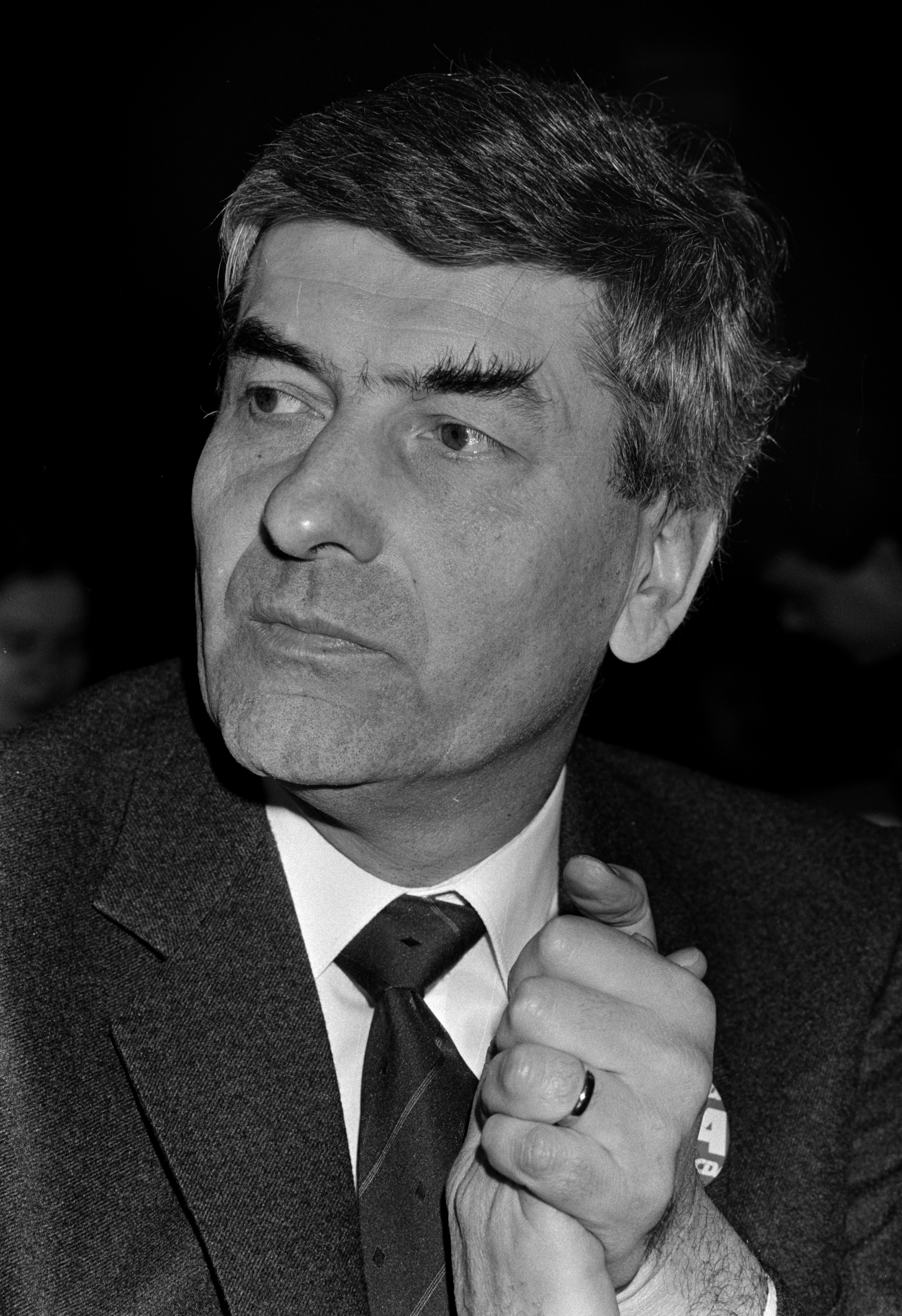
CDA-premier Ruud Lubbers, (1982-1994)

De groeiende welvaart in de jaren zestig had de aandacht voor individuele ontplooiing vergroot, waardoor er ontzuiling optrad. Er ontstonden nieuwe partijen, die met name populair waren onder jonge kiezers, die zich minder betrokken voelden bij de zuilen. De babyboom en de verlaging van de kiesgerechtigde leeftijd tot 18 (van 23) zorgden ervoor dat jongeren een belangrijke groep werden. Waar de achterban tijdens de pacificatiepolitiek grotendeels buiten de besluitvorming werd gehouden, kwam nu de roep om meer inspraak. Vooral de sociaal-liberale Democraten 66 maakte zich sterk voor de participatiedemocratie.
Met de secularisering groeide het deel van de bevolking dat zich niet rekende tot een van de zuilen. De confessionele partijen zagen hun aanhang kelderen. In 1972 hadden zij nog maar de helft van de stemmen die zij in 1963 hadden gehaald. Binnen de linkse partijen werd gehoopt op een links meerderheidskabinet. D66, de PvdA en christelijk-radicale PPR vormden hiervoor een Progressief Akkoord, dat slechts ten dele succesvol was.
In de jaren zeventig moest dan ook de politiek de maatschappij volgen met een vernieuwing. Dat het kabinet-Den Uyl hierin tussen 1973 en 1977 grotendeels faalde, was onder andere te wijten aan de economische neergang na de oliecrisis van 1973. Vooral de arbeidsintensieve industrie bleek hierna weg te trekken naar lagelonenlanden. De daaropvolgende grote werkloosheid sloeg vooral toe onder laagopgeleiden, waaronder veel gastarbeiders die tijdens de periode van economische voorspoed waren binnengehaald. Uiteindelijk bleek de verzorgingsstaat hierdoor niet in volle omvang houdbaar te zijn. Het idee van de maakbare samenleving zorgde ook voor toenemend overheidsingrijpen met een toename van de bureaucratie die de overheid niet slagvaardiger maakte. De vorming van het CDA in 1980 uit de drie grootste confessionele partijen kon hun aanwezigheid in het machtscentrum nog rekken, maar in het algemeen verloren zij aanhang aan liberale partijen als D66 en VVD, of aan de sociaaldemocratische PvdA.
In de jaren 70 speelde ook de vrouwenstrijd een rol in de politiek, met name rond de Abortuswet. Een keerpunt kwam toen minister van Justitie, Dries van Agt, op eigen gezag een abortuskliniek wilde sluiten. Door een bezetting van de kliniek moest Van Agt de inval afblazen. In 1984 werd de Wet afbreking zwangerschap van kracht, waardoor abortus gelegaliseerd werd.
In de jaren 80 werd de hervorming van de verzorgingsstaat een belangrijk thema. Twee centrumrechtse kabinetten (kabinet Lubbers I en kabinet Lubbers II van CDA en VVD zetten zich sinds 1982 hiervoor in. Zij probeerden de werkloosheid en het begrotingstekort te beperken. De eerste was tot 11% van de beroepsbevolking gerezen begin jaren tachtig en de tweede tot 11% van het bruto nationaal product. Overheidsdiensten werden geprivatiseerd, belastingen verlaagd, uitkeringen gekort en er werd veel bezuinigd. Na de Tweede Kamerverkiezingen 1989 vormden de PvdA en het CDA een kabinet met eenzelfde doelstelling. In 1989 fuseerden ook enkele kleine linkse partijen tot GroenLinks.

### 1994-2010
Bij de verkiezingen van 1994 verloren de regerende partijen CDA en PvdA veel zetels. D66 en de VVD wonnen en ook de Socialistische Partij kwam in de kamer. Voor het eerst in 80 jaar werd een coalitie gevormd zonder de christendemocraten. PvdA, VVD en D66 vormden een paars kabinet onder leiding van PvdA'er Wim Kok, dat tot 2002 aan de macht zou blijven. Het kabinet overzag een tijd van sterke economische ontwikkeling en voerde liberale wetten in op het gebied van abortus, euthanasie en het homohuwelijk.
Toen Pim Fortuyn toetrad tot de Nederlandse politiek, werd het lang genegeerde integratiebeleid uiteindelijk een verplicht onderdeel van die politiek. De flamboyante populist Fortuyn, die zich met name richtte op de "puinhopen van Paars" (de staat van de publieke sector), veiligheid, immigratie en integratie. Frustratie over het vermeende falende overheidsbeleid bleek in 2002 nadat negen dagen na de moord op Fortuyn diens partij, de Lijst Pim Fortuyn, een ongekende verschuiving teweegbracht in de Tweede Kamerverkiezingen. Uit het niets werd de LPF groter dan de VVD en PvdA. Ook het CDA wist een reuzenzege te halen en kwam na 8 jaar terug in het machtscentrum als grootste partij. Ook de SP verdubbelde haar zetelaantal. Bij de verkiezingen presenteerden twee kleine christelijke partijen, RPF en GPV een gezamenlijke lijst: ChristenUnie. Het kabinet-Balkenende I werd gevormd door CDA, VVD en LPF, onder leiding van CDA'er Jan Peter Balkenende. Het kabinet viel na 87 dagen echter alweer vanwege interne conflicten binnen de LPF-fractie (zie ook Kabinetscrisis over de LPF). Hoewel het kabinet met de LPF dus niet lang standhield, bleef de maatschappelijke onvrede over de traditioneel regerende partijen ook daarna.

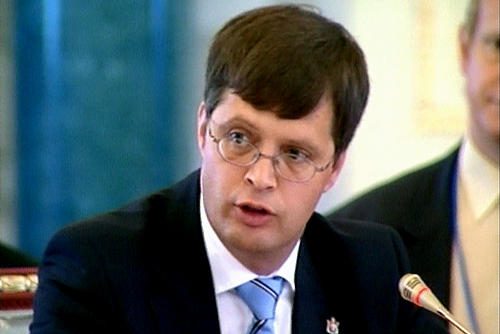
Balkenende (2003) behaalde in 2003 liefst 44 zetels

Bij de verkiezingen van 2003 verloor de LPF een groot deel van haar aanhang. De PvdA verdubbelde haar zetels. Het CDA bleef de grootste partij en kreeg 44 zetels. Na mislukte onderhandelingen tussen PvdA en CDA werd er enkele maanden later een kabinet gevormd van CDA, VVD en D66. Tegen grote maatschappelijke weerstand in, hervormde dit kabinet de verzorgingsstaat en gezondheidszorg. Ook werden er een strenger immigratie- en integratiebeleid gevoerd. Nadat de gekozen burgemeester in mei 2005 werd afgewezen door de Eerste Kamer, bleef er van de ambitieuze voornemens op het gebied van democratische vernieuwing weinig over. In juni 2005 wees de Nederlandse bevolking in een ruime meerderheid de Europese Grondwet af in een referendum.
In juni 2006 zegde de D66-fractie haar vertrouwen op in VVD-minister Rita Verdonk, in de nasleep van een controverse over de asielprocedure van VVD-Kamerlid Ayaan Hirsi Ali. Het kabinet viel en er werd nu een rompkabinet gevormd van VVD en CDA (zie kabinet-Balkenende III) dat een begroting zou voorbereiden en de verkiezingen van november 2006. Bij deze verkiezingen verloor de PvdA veel van haar zetels, terwijl de SP bijna verdrievoudigde. De LPF verdween helemaal uit de Tweede Kamer en de Partij voor de Vrijheid van ex-VVD-Kamerlid Geert Wilders won negen zetels. De daaropvolgende kabinetsformatie leidde, na het afvallen van de SP en GroenLinks, tot een kabinet van CDA, PvdA en ChristenUnie. Deze sociaal-christelijke coalitie vormde het kabinet Balkenende-IV dat de nadruk legde op solidariteit, duurzaamheid en normen en waarden.

### 2010-heden

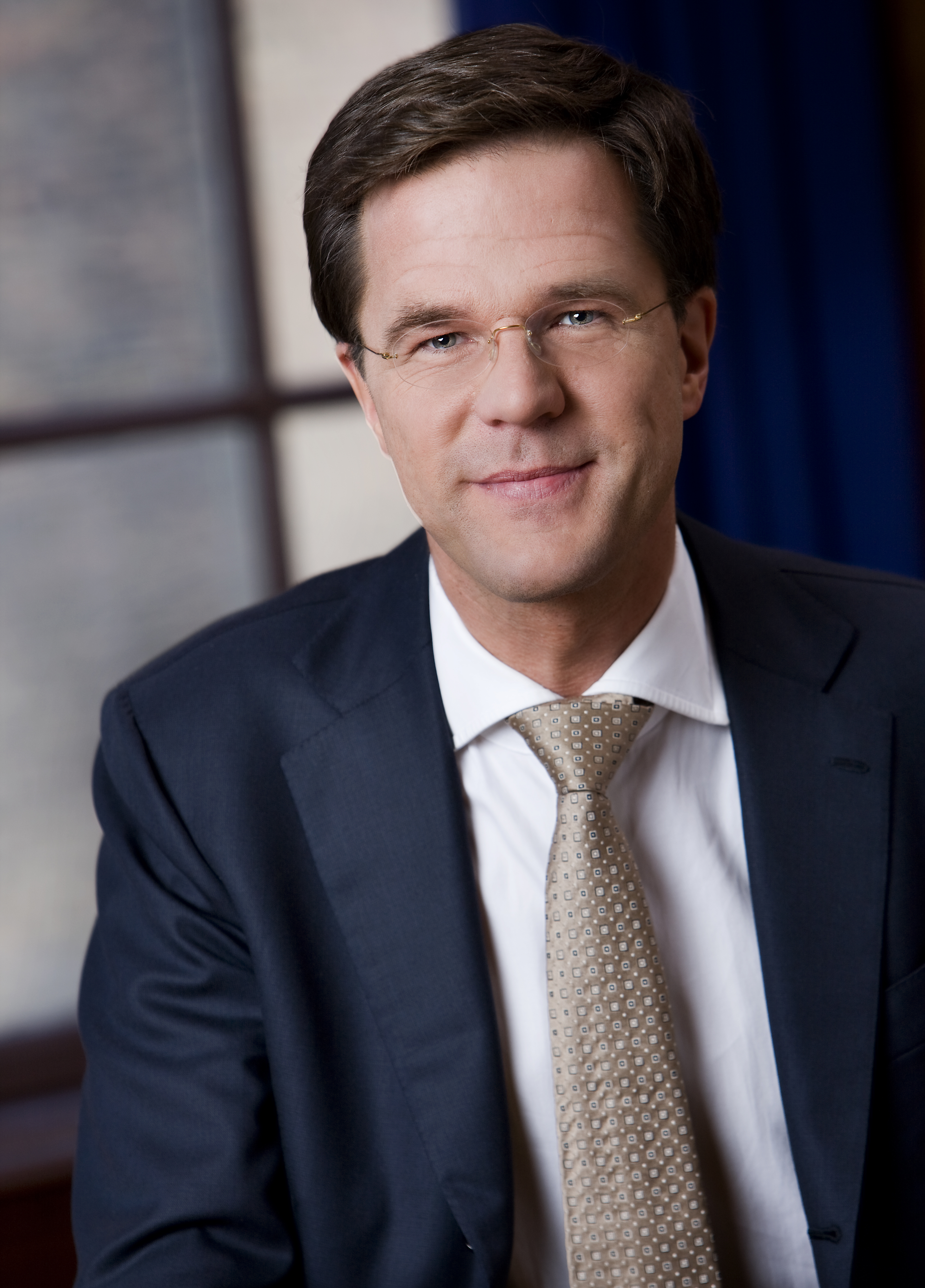
Mark Rutte, de langstzittende premier in de geschiedenis (2010-2024)

De Tweede Kamerverkiezingen 2010 brachten een grote verschuiving in het politieke landschap teweeg. Het CDA, dat bij de drie voorbije verkiezingen nog met meer dan 40 zetels de grootste partij was geweest, verloor 20 zetels en werd de vierde partij van het land. CDA-leider en minister-president Balkenende stapte dezelfde avond nog op. De VVD werd de grootste partij en won 9 zetels ten opzichte van 2006. De PvdA volgde nipt, met 30 zetels. De grote winnaar van de verkiezingen was de PVV van Geert Wilders, de partij ging van negen naar 24 zetels. Na vier maanden onderhandelen werd het kabinet-Rutte I gepresenteerd, een minderheidskabinet van VVD en CDA (samen 52 zetels), dat gedoogsteun kreeg van de PVV (totaal: 76 zetels).
Op 20 maart 2012 is Hero Brinkman uit de PVV-fractie gestapt en als eenmansfractie doorgegaan (Lid-Brinkman). Tijdens een persconferentie op 22 maart 2012 kondigde Brinkman, geflankeerd door Ehsan Jami, zijn vertrek uit de PVV aan. Hiermee is de meerderheid van het kabinet die het had door de gedoogsteun ten einde gekomen en is het kabinet meer afhankelijk van oppositiepartijen bij grote beslissingen. Na het staken van de bezuinigingsonderhandelingen in het Catshuis door Geert Wilders op 21 april 2012 viel het Kabinet-Rutte I twee dagen later.
De Tweede Kamerverkiezingen 2012 zorgden voor winst bij regeringspartij VVD en oppositiepartij PvdA, die samen een meerderheid kregen in de Tweede Kamer. De coalitiepartners van de VVD uit het eerste kabinet-Rutte, CDA en PVV, leverden allebei in. D66 en de SGP wonnen beiden respectievelijk twee en één zetel(s). GroenLinks verloor zes zetels en 50PLUS kwam nieuw in de Tweede Kamer met twee zetels. Na de onderhandelingen tussen VVD en PvdA werd op 5 november 2012 het kabinet-Rutte II beëdigd.
Voor het eerst sinds 1998 maakte een kabinet een volledige regeerperiode vol waardoor er Tweede Kamerverkiezingen werden gehouden op 15 maart 2017. De beide regeringspartijen leden verlies maar vooral de PvdA. Deze leed het grootste verlies uit de Nederlandse parlementaire geschiedenis en verloor liefst 29 zetels; van 38 naar 9 zetels. Die laatste zetel was bovendien op basis van restzetels. De twee afgesplitste PvdA-kamerleden namen als DENK deel aan de verkiezingen en kwam met drie zetels in de Kamer. Ook Forum voor Democratie debuteerde en kwam met twee zetels in de Kamer. Na een kabinetsformatie van 225 dagen werd op 26 oktober 2017 het kabinet-Rutte III (VVD, CDA, D66, CU) beëdigd; twee liberale partijen en twee confessionele partijen.
Bij de Tweede Kamerverkiezingen van 2021 werd de VVD opnieuw de grootste. D66 boekte een winst van 5 zetels en werd de tweede partij van Nederland. Ondanks het verlies van links, was door een trek naar links van de VVD het politieke landschap sinds 2017 beduidend linkser en progressiever was geworden, aldus onderzoek van de Radboud Universiteit. De kabinetsformatie verliep stroef: door een uitgelekte notitie van verkenners Ollongren en Jorritsma bleek dat Mark Rutte bij de kabinetsformatie over de functie van Pieter Omtzigt had gesproken. Mede omdat Rutte dit aan de media had ontkend, omdat hij zich dit niet kon herinneren, nam het parlement een motie van afkeuring aan tegen Mark Rutte als partijleider van de VVD. Na de langste formatie in de parlementaire geschiedenis werd kabinet-Rutte IV gevormd bestaande uit de VVD, D66, CDA en CU. Deze coalitie viel in juli 2023 door de kabinetscrisis over asiel.

## Websites
Overheid.nl is een website van de Nederlandse overheid. Hier kan onder meer gezocht worden naar officiële bekendmakingen en parlementaire documenten, die beide op officielebekendmakingen.nl staan. In één keer naar beide zoeken kan op de homepage officielebekendmakingen.nl (niet op zoek.officielebekendmakingen.nl), maar dat is niet te combineren met de keuze 'Uitgebreid zoeken'. Als men toch iets dergelijks wil moet men zelf de parameters in de url inbouwen.
Het onderdeel wetten.overheid.nl bevat geconsolideerde teksten van officiële regelingen.